# Cikador
Cikador eller sångstritar (Cicadidae) är en familj insekter i ordningen halvvingar som tillhör underordningen stritar och överfamiljen Cicadoidea. De kännetecknas av stora, långt isärsittande ögon och vanligtvis genomskinliga, ådriga vingar, de främre längre än de bakre. Det finns ungefär 2 500 arter av cikador runt jordklotet och många är ännu oklassificerade.
Cikador lever i tempererat till tropiskt klimat och hör där till de mest välkända insekterna, främst för sin storlek och sina anmärkningsvärda akustiska talanger. Cikadornas sång är bland de starkaste ljud som frambringas av insekter och finns skildrad i poesin redan under antiken. Det är hanarna som frambringar ljud i syftet att locka till sig honor, och de gör det med hjälp av ljudorgan på bakkroppen.
Cikador genomgår ofullständig förvandling, d.v.s., deras livscykel omfattar utvecklingsstadierna ägg, nymf och imago. Nymferna lever i marken och livnär sig genom att suga växtsaft ur rötter. Utvecklingen till imago kan ta flera år, hos några arter så lång tid som 13 eller 17 år.

## Kännetecken
Djurets kroppsfärg är oftast bra anpassad till omgivningen och det är svårt att hitta cikador i tät vegetation. Vanliga kroppsfärger är brun, svart, grön, orange eller gulaktig. Medan hanar av arten Pomponia imperatoria når en kroppslängd av 11 centimeter och en vingspann av 22 centimeter, mäter den minsta kända cikadan, Panka parvulina, bara 1,4 centimeter i längd och 2,5 centimeter i vingspann. Honor har ett äggläggningsorgan och därför är deras bakkropp smal.

## Sång
Hanen är utrustad med ett ljudverktyg, med vilket den åstadkommer ett intensivt ljud. Nämnda organ är beläget på buksidan av bröstets bakersta och bakkroppens främsta del och består av ett par håligheter, av vilka varje är täckt av ett stort, läderartat fjäll och innehåller en mycket komplicerad apparat av tre i ramar utspända hinnor. Dessa håligheter tjänar som resonansapparat till att förstärka ljudet, vilket sannolikt frambringas genom med muskelsammandragningar åstadkommen vibration av de nämnda hinnorna. Dessa ljud kan gå upp till 900 Hz och 120 decibel.

## Cikador som mat
I flera delar av världen äts cikador som mat, i Kina anses det vara en hälsosam delikatess.